# Altılar, Kulu
Altılar là một xã thuộc huyện Kulu, tỉnh Konya, Thổ Nhĩ Kỳ. Dân số thời điểm năm 2011 là 747 người.